# Nhà thờ họ

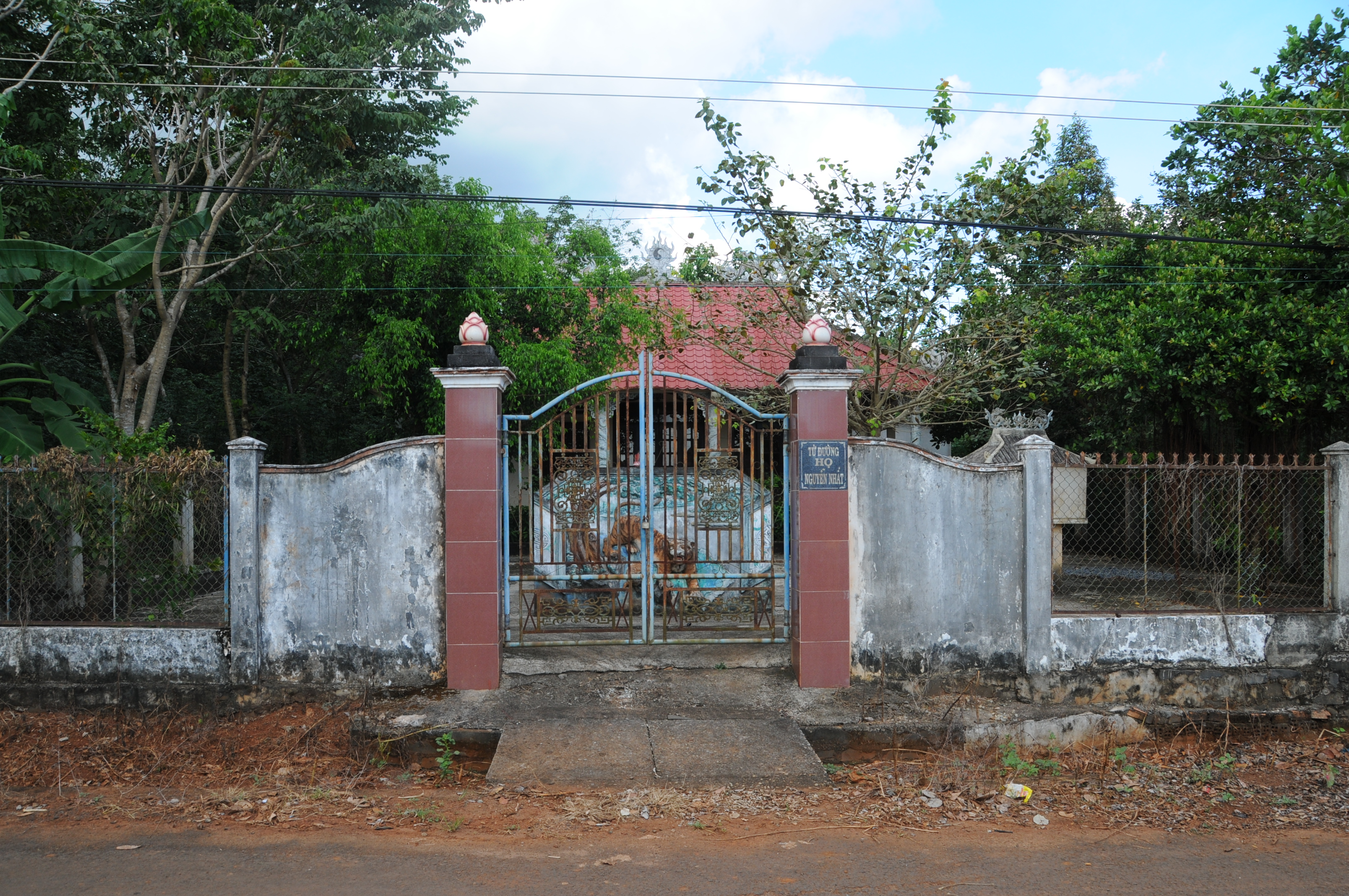
Nhà thờ họ Nguyễn Nhất ở Bàu Lâm

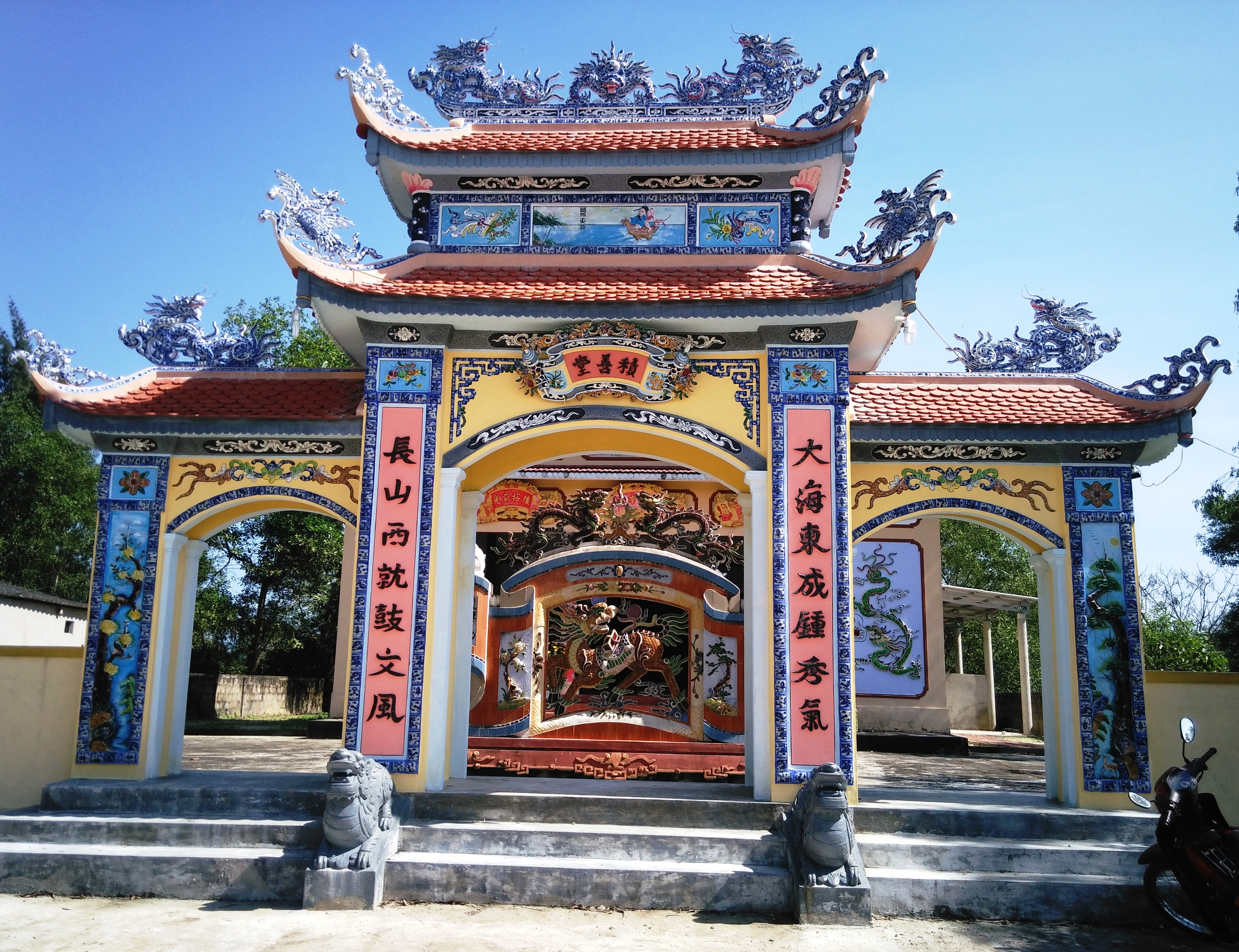
Cổng tam quan của một nhà thờ họ

Nhà thờ họ hay từ đường là một ngôi nhà dành riêng cho việc thờ cúng tổ tiên của một dòng họ hay từng chi họ tính theo phụ hệ (dòng của cha). Nhà thờ họ phổ biến trong văn hóa người Việt tại khu đồng bằng và trung du Bắc Bộ và Trung Bộ. Chi họ lớn, sau khi đã phân chi thì nhà thờ của dòng trưởng nam sẽ là nới nơi thờ phụng từ đời ông thủy tổ, nơi giữ gia phả gốc, nhà thờ này sẽ được gọi là nhà thờ đại tôn. Các nhánh họ khác đều có nơi thờ cúng riêng từ đời ông tổ chi trưởng, gọi là nhà thờ chi họ (hay cửa họ).
Nhà thờ họ sẽ được xây cất với quy mô, kiến trúc phụ thuộc vào khả năng tài chính và đóng góp của các suất họ (từng thành viên nam) và theo địa vị xã hội của những người vai vế trong dòng họ. Phần nội thất, gian giữa thường kiến trúc kiểu mở rộng ra phía tường hậu (chuôi vồ) để xây bệ thờ. Trên bệ thờ đặt các linh toạ hoặc giá gương hoặc (vì tay ngai chạm hình rồng nên còn có tên khác là long ngai). Ngai sẽ là nơi để bài vị tổ tiên hoặc là một ống quyển, hoặc khối hộp chữ nhật sơn son thiếp vàng đứng chứa đựng gia phả, có phủ nhiễu điều bên ngoài. Nơi đây là nơi được xem là linh thiêng nhất, nơi mà linh hồn tổ tiên sẽ ngự trị.
Hằng năm, ngày lễ giỗ tổ tiên tại nhà thờ họ là dịp hội họp lớn nhất của tộc họ, nó đồng thời cũng là dịp để đại bộ phận có xu hướng khuếch đại quan hệ họ hàng", nối lại mối quan hệ lỏng lẻo.
Trong tiếng Việt, nhà thờ họ cũng dùng để chỉ nhà thờ của giáo họ (phân cấp nhỏ hơn giáo xứ) Công giáo.

## Nhà thờ họ tiêu biểu ở Việt Nam

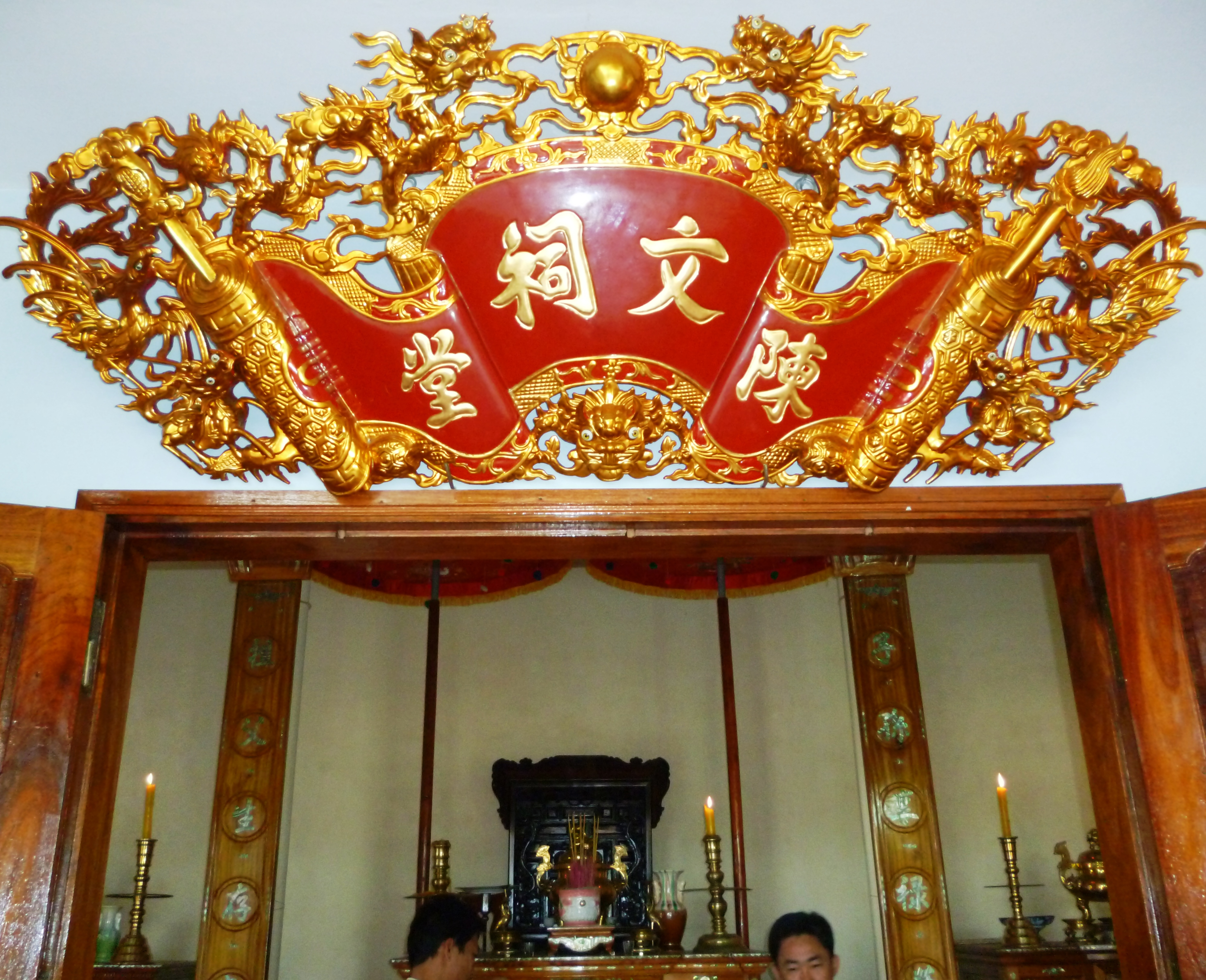
Bức hoành phi trong nhà thờ họ

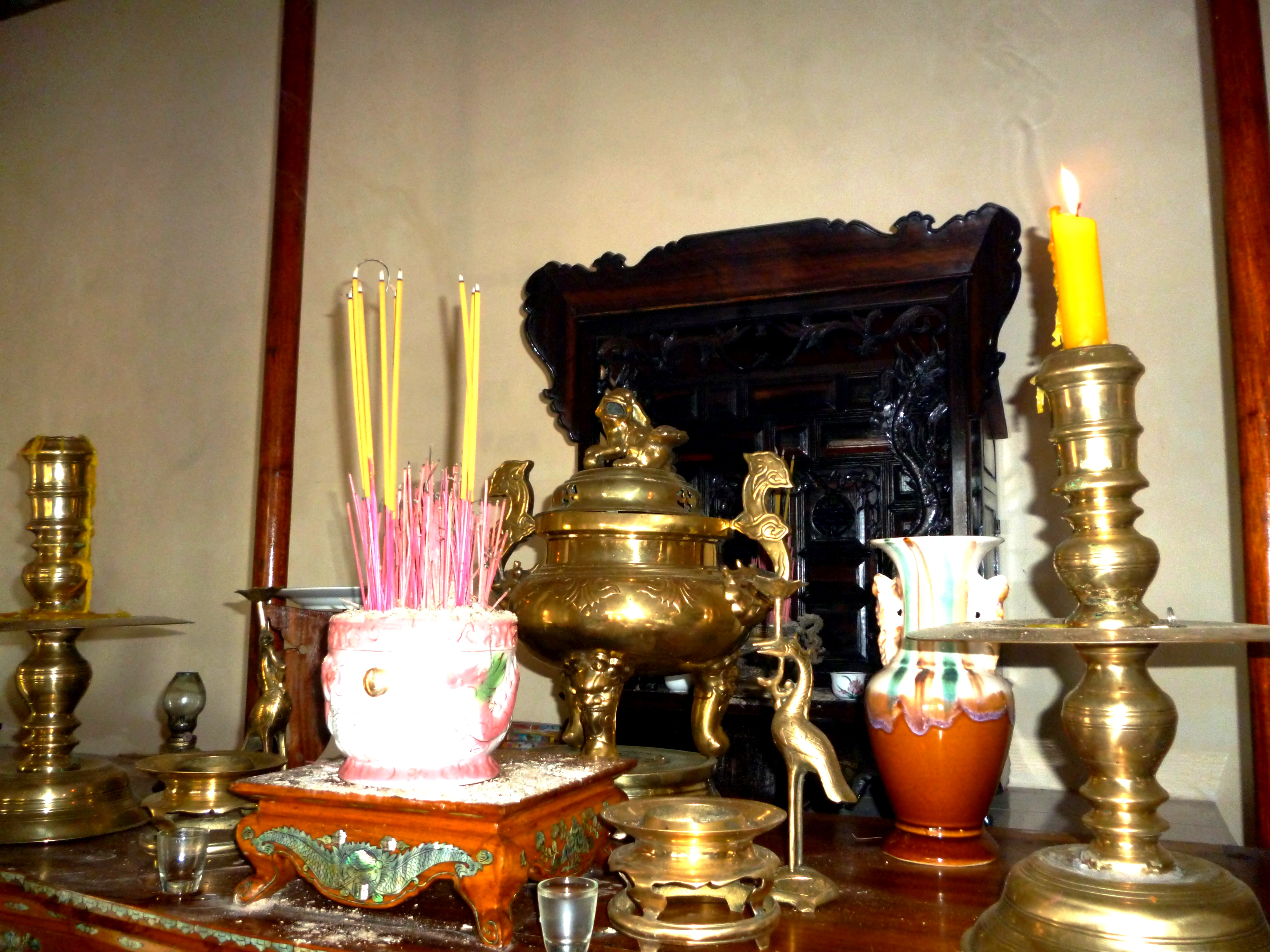
Ban thờ họ

### Nhà thờ họ cấp quốc gia
Nhà thờ họ cấp quốc gia là công trình nhà thờ họ của toàn bộ những người mang chung một họ ở Việt Nam. Nhà thờ họ cấp quốc gia thường do hội đồng dòng họ quản lý và được đóng góp bởi những người trong dòng họ. Hiện nay đã có nhiều nhà thờ họ cấp quốc gia được xây dựng như:
- Nhà thờ họ Đỗ Việt Nam được xây dựng cạnh khu mộ Tổ họ Đỗ (Đậu) Việt Nam phường Phú La, quận Hà Đông, Hà Nội.
- Nhà thờ họ Trương Việt Nam nằm tại phường Ninh Mỹ, thành phố Hoa Lư, Ninh Bình.
- Nhà thờ họ Dương Việt Nam được xây dựng tại quận Long Biên, Hà Nội.
- Nhà thờ họ Hồ Việt Nam ở làng Quỳnh Đôi, huyện Quỳnh Lưu, tỉnh Nghệ An.
- Nhà thờ họ Văn Việt Nam được xây dựng tại Mai Hùng, Hoàng Mai, Nghệ An.
- Nhà thờ họ Bùi Việt Nam ở phường Xuân Hòa, thành phố Phúc Yên, tỉnh Vĩnh Phúc.
- Đền thờ tổ họ Trần Việt Nam - xã Thái Phương, huyện Hưng Hà, tỉnh Thái Bình.
- Nhà thờ họ Nguyễn Việt Nam ở xã Đại Đồng Thành, huyện Thuận Thành, tỉnh Bắc Ninh.
- Nhà thờ họ Đinh Việt Nam được xây dựng tại xã Gia Phương, huyện Gia Viễn, Ninh Bình.[2][3]

### Nhà thờ dòng họ
Nhiều nhà thờ tộc họ địa phương được xếp hạng di tích quốc gia như:
- Nhà thờ họ Đào ở Ninh An, Hoa Lư, Ninh Bình
- Nhà thờ họ Phạm, xã Yên Hải, huyện Yên Hưng, tỉnh Quảng Ninh.
- Nhà thờ họ Dương, phường Bình Thủy, quận Bình Thủy, thành phố Cần Thơ.
- Nhà thờ họ Trần, xã Đại Lai, huyện Gia Bình, tỉnh Bắc Ninh.
- Nhà thờ họ Vũ Văn, thị trấn Thổ Tang, Vĩnh Tường, Vĩnh Phúc.[4]
- Nhà thờ họ Nguyễn triệu cơ, Quỳnh Đôi, Quỳnh Lưu, Nghệ An.[5]